# Hugo Geisert
Hugo Geisert (* 29. Januar 1917 in Ettlingen; † 8. Juni 1986 in Walldürn) war ein deutscher Verwaltungsbeamter und Politiker (CDU).

## Leben
Hugo Geisert wurde als Sohn eines Postinspektors geboren. Er besuchte 1922 bis 1926 die Volksschule in Ettlingen und dann 1926 bis 1931 das Realgymnasium Ettlingen und das humanistische Gymnasiums bis zur Sekundareife. Danach absolvierte er eine kaufmännische Lehre und bildete sich an den Fachschulen für Gebrauchswerbung in Köln und Berlin fort. Im Anschluss arbeitete er in der Industrie. 1935 bis 1936 leistete er Militärdienst beim Infanterieregiment 75 in Donaueschingen. 1936 bis 1937 war er Angestellter im Kaufhaus Bruno Vogel in Stadtoldendorf und 1937 bis 1938 im Kaufhaus Peters in Norderney. 1938 bis 1939 war er Angestellter der Firma Lepien in Kiel. Dann war er Abteilungsleiter bei der Firma Hugo Wurll in Luckenwalde. Von 1939 bis 1945 nahm er als Soldat am Zweiten Weltkrieg teil und geriet 1945 in sowjetische Kriegsgefangenschaft.
1945 war er Kartenstellenleiter der Gemeinde Schlierstadt. Geisert war seit 1946 im öffentlichen Dienst des Landkreises Buchen tätig, wurde zunächst Leiter des Ernährungs- und Wirtschaftsamtes und im Anschluss daran Kreiskämmerer. Von 1964 bis 1972 amtierte er als Landrat des Landkreises Buchen und von 1973 bis 1981 als Landrat des Neckar-Odenwald-Kreises. Bei den Landtagswahlen 1960, 1964 und 1968 wurde er über ein Direktmandat des Wahlkreises Mosbach als Abgeordneter in den Landtag von Baden-Württemberg gewählt, dem er bis 1972 angehörte.
Hugo Geisert wurde 1970 mit dem Bundesverdienstkreuz 1. Klasse ausgezeichnet. Er war verheiratet und hatte drei Kinder.

## Ehrungen
- 1970: Verdienstkreuz 1. Klasse der Bundesrepublik Deutschland
- 1982: Verdienstmedaille des Landes Baden-Württemberg
- 1983: Verdienstmedaille des Neckar-Odenwald-Kreises
- Komtur des Ritterordens vom Heiligen Grab zu Jerusalem